# Малене (Поддембицький повіт)
Малене (пол. Malenie) — село в Польщі, у гміні Поддембиці Поддембицького повіту Лодзинського воєводства.
Населення — 80 осіб (2011).
У 1975-1998 роках село належало до Серадзького воєводства.

## Демографія
Демографічна структура станом на 31 березня 2011 року:
|          | Загалом | Допрацездатний вік | Працездатний вік | Постпрацездатний вік |
| -------- | ------- | ------------------ | ---------------- | -------------------- |
| Чоловіки | 44      | 9                  | 29               | 6                    |
| Жінки    | 36      | 5                  | 23               | 8                    |
| Разом    | 80      | 14                 | 52               | 14                   |